# スペース・カウボーイの逆襲
『スペース・カウボーイの逆襲』（The Return of the Space Cowboy）は、1994年にリリースされたジャミロクワイの2枚目のスタジオ・アルバム。

## 概要
- 日本での発売はイギリスよりも2週間半遅かった。
- アルバムの英語でのタイトルの「Return (リターン)」は1994年当時に日本語で発売された際に「逆襲」と訳された。しかし楽曲には襲う意味は含まれていない。「リターン」に関する詳細は楽曲「スペース・カウボーイ」参照。
- 本アルバムのドラム演奏は新メンバーのデリック・マッケンジーが行なっている。
- パーカッションのレコーディングはマウリツィオ・ラヴァリコの演奏で行われたが、アルバム発売日を待たずにラヴァリコが離脱する状況になったため、発売後のプロモーションやワールドツアーはソラ・アキンボラが演奏した。詳細はアキンボラの「伝説の加入日」参照。

## 楽曲詳細
- 「ザ・キッズ」参照
- 「スペース・カウボーイ」参照
- 「ハーフ・ザ・マン」参照
- 「ライト・イヤーズ」参照
- 「スティルネス・イン・タイム」参照

### ミスター・ムーン (Mr. Moon)
複雑でおしゃれなキーボードのコードとベースラインが話題になった曲である。商業的には他の曲の方が売れたが、音楽としては高評価を得た。
歌詞はリーダーでありボーカルのジェイ・ケイがレイヴで出会った女性に関するものである。ひと目で好きになり5時間話して本気になり、翌日にでも結婚したいと思ったが、2分間だけ席を外した隙にキーボードのトビー・スミスに彼女を取られた。その気持ちを歌にしたらスミスが素晴らしいコードで編曲してくれたからケイはスミスを許した。
2017年にスミスが亡くなったとき、その年のジャミロクワイのコンサートツアーでは追悼として「Mr Moon」がセットリストに含まれた。

## 売上ランキング
| 国別チャート                      | 最高順位 |
| --------------------------------- | -------- |
| Australian ARIA Album Chart       | 42       |
| Austrian Albums Chart             | 22       |
| Dutch Albums Chart                | 37       |
| French SNEP Albums Chart          | 4        |
| German Media Control Albums Chart | 37       |
| オリコンチャート(日本)            | 23       |
| Swedish Albums Chart              | 17       |
| Swiss Albums Chart                | 9        |
| UK Albums Chart                   | 2        |

| 国別チャート(1993)  | 最高順位 |
| ------------------- | -------- |
| French Albums Chart | 31       |

## 受賞歴と売上枚数
| 国/地域                                             | 認定     | 認定/売上数 |
| --------------------------------------------------- | -------- | ----------- |
| フランス (SNEP)                                     | Platinum | 300,000*    |
| 日本 (RIAJ)                                         | Platinum | 200,000^    |
| オランダ (NVPI)                                     | Gold     | 50,000^     |
| スイス (IFPI Switzerland)                           | Gold     | 25,000^     |
| イギリス (BPI)                                      | Platinum | 300,000^    |
| 概要                                                |          |             |
| Worldwide                                           |          | 1,300,000   |
| * 認定のみに基づく売上数 ^ 認定のみに基づく出荷枚数 |          |             |

## 収録曲
| #   | タイトル                                                    | 作詞・作曲               | 時間 |
| --- | ----------------------------------------------------------- | ------------------------ | ---- |
| 1.  | 「ジャスト・アナザー・ストーリー」(Just Another Story)      | ケイ、スミス             | 8:49 |
| 2.  | 「スティルネス・イン・タイム」(Stillness in Time)           | ケイ、スミス             | 4:15 |
| 3.  | 「ハーフ・ザ・マン」(Half the Man)                          | ケイ、スミス             | 4:48 |
| 4.  | 「ライト・イヤーズ」(Light Years)                           | ケイ、スミス             | 5:53 |
| 5.  | 「マニフェスト・デスティニー」(Manifest Destiny)            | ケイ、スミス             | 6:19 |
| 6.  | 「ザ・キッズ」(The Kids)                                    | ケイ、スミス             | 5:08 |
| 7.  | 「ミスター・ムーン」(Mr. Moon)                              | ケイ、スミス、ゼンダー   | 5:28 |
| 8.  | 「スキャム」(Scam)                                          | ケイ、スミス、ゼンダー   | 7:00 |
| 9.  | 「ジャーニー・トゥ・アーネムランド」(Journey to Arnhemland) | ケイ、スミス、ブキャナン | 5:19 |
| 10. | 「モーニング・グローリー」(Morning Glory)                   | ケイ、ゼンダー           | 6:21 |
| 11. | 「スペース・カウボーイ」(Space Cowboy)                      | ケイ                     | 6:25 |

| #   | タイトル                                                                          | 作詞・作曲 | 時間 |
| --- | --------------------------------------------------------------------------------- | ---------- | ---- |
| 12. | 「スペース・カウボーイ（ストーンド・アゲイン）」(Space Cowboy (Stoned Again Mix)) | ケイ       | 6:32 |